# Proceso de mercado
La teoría del proceso de mercado es un enfoque desarrollado por los economistas de la Escuela Austríaca que pone el énfasis en el mercado como un proceso, en contraposición a las teorías del equilibrio que lo describen como un determinado estado o configuración de precios, cantidades y calidades determinadas.
Los economistas austríacos enfatizan la función empresarial, ya sea para perturbar la configuración actual y moverla hacia un nuevo estado de equilibrio, en el caso de Schumpeter o para detectar y corregir desequilibrios, como plantea Kirzner.